# パヴェル・カレリン
パヴェル・ヴラディミロヴィチ・カレリン（露: Павел Владимирович Карелин、英: Pawel Wladimirowitsch Karelin、1990年4月27日 - 2011年10月9日）は、ロシア連邦ニジニ・ノヴゴロド州ニジニ・ノヴゴロド出身の元スキージャンプ選手。

## プロフィール
カレリンは2003年12月のスキージャンプ・コンチネンタルカップ（ノルウェー、リレハンメル）で国際大会にデビュー、2005年1月には札幌で行われたコンチネンタルカップ3連戦に出場した。
2005年ノルディックスキージュニア世界選手権に出場するも個人46位、団体13位、翌2006年の同大会は個人29位、団体14位、2007年は個人33位、団体10位と目立った成績ではなかった。
2007年10月6日にドイツのクリンゲンタールで行われたスキージャンプ・サマーグランプリで2位となり、2007-2008シーズンからスキージャンプ・ワールドカップに参戦するとこのシーズン総合32位となった。
2009年ノルディックスキー世界選手権に初代表となり個人ラージヒル32位、団体ラージヒル9位となった。
また、2010年バンクーバーオリンピックでは個人ノーマルヒル33位、個人ラージヒル38位、団体10位の成績を残した。
2010-2011シーズンはスキージャンプ週間第2戦のガルミッシュ＝パルテンキルヒェンで自己最高の2位となるなど活躍、総合23位となり、2011年ノルディックスキー世界選手権では個人ノーマルヒル23位、団体ノーマルヒル9位、個人ラージヒル17位、団体ラージヒル9位となった。
2011年のサマーグランプリでは初戦で2位となるなど好調で総合8位に着けた。
2011年10月9日、カレリンはロシアの高速道路7号線を乗用車で走行中、トラックに追突して事故死した。